# International Biometric Society
Die International Biometric Society (IBS) (deutsch Internationale Biometrische Gesellschaft) ist eine internationale professionelle und akademische Fachgesellschaft. Sie widmet sich der Entwicklung und Anwendung statistischer und mathematischer Theorien und Methoden der Biowissenschaften.
Die Gesellschaft wurde 1947 in Massachusetts gegründet. Ihr erster Präsident war Ronald Fisher.

## Regionen
Die Gesellschaft ist in zahlreichen Regionen organisiert,
welche meist regelmäßige eigene Tagungen organisieren.
Die Region Österreich-Schweiz (ROeS), sowie die deutsche (IBS-DR) und polnische Region (Polish Biometric Society) gründeten im Jahr 2008 das übergeordnete Central European Network (CEN), welchem mittlerweile weitere Regionen angehören.

## Tagungen
Alle zwei Jahre findet die International Biometric Conference (IBC) statt.
Die jährliche Tagung der deutschen Region (IBS-DR) ist das Biometrische Kolloquium, welches in 3-jährlichem Rhythmus  als gemeinsame DAGStat-Tagung und (zeitversetzt) als CEN-Tagung durchgeführt wird.

## Publikationen
Die IBS ist Herausgeber der Zeitschriften Biometrics und Biometrical Journal. Außerdem gibt sie in Zusammenarbeit mit der American Statistical Association das Fachjournal Journal of Agricultural, Biological, and Environmental Statistics (JABES) heraus.